# Nevrorthidae
Nevrorthidae (лат.) — семейство насекомых из отряда сетчатокрылых (Neuroptera). Самая ранняя находка семейства в ископаемом состоянии была сделана в меловом бирманском янтаре. 

## Описание
Длина крыльев 6—10 мм. Реликтовая группа, напоминают мелких представителей семейства Sisyridae, отличаясь отсутствием волосков на крыльях и разветвлённой костальной жилкой на передних крыльях имаго, а их личинки имеют более короткие челюсти и обитают в быстрых ручьях. Европа (3 вида), Азия (Япония), Австралия (1 род).

## Систематика
Насчитывает 19 рецентных видов в составе 4 родов. Ранее семейство включали в состав сизирид (Sisyridae) в ранге подсемейства (Nakahara, 1958). В 1967 году статус повышен до самостоятельного семейства (Zwick, 1967).
- Austroneurorthus Nakahara, 1958 — Австралия (2 вида)
  - Austroneurorthus brunneipennis (Esben-Petersen, 1929) — Австралия
  - Austroneurorthus horstaspoecki U. Aspöck, 2004.
- †Cretarophalis Wichard, 2017 — нижний мел, Мьянма (1 вид)
  - †Cretarophalis patrickmuelleri Wichard, 2017, ранний мел, бирманский янтарь[2].
- Nevrorthus A. Costa, 1863 — Европа (5 видов), Северная Африка
  - Nevrorthus apatelios Aspöck, Aspöck & Holzel, 1977
  - Nevrorthus fallax (Rambur, 1842)
  - Nevrorthus hannibal U. Aspöck & H. Aspöck, 1983
  - Nevrorthus iridipennis A. Costa, 1863
  - Nevrorthus reconditus Monserrat & Gavira, 2014
- Nipponeurorthus Nakahara, 1958 — Тайвань, Япония (11 видов)
  - Nipponeurorthus damingshanicus Liu, H. Aspöck & U. Aspöck, 2014
  - Nipponeurorthus fasciatus Nakahara, 1958
  - Nipponeurorthus flinti U. Aspöck & H. Aspöck, 2008
  - Nipponeurorthus furcatus Liu, H. Aspöck & U. Aspöck, 2014
  - Nipponeurorthus fuscinervis (Nakahara, 1915)
  - Nipponeurorthus multilineatus Nakahara, 1966
  - Nipponeurorthus pallidinervis Nakahara, 1958
  - Nipponeurorthus punctatus (Nakahara, 1915)
  - Nipponeurorthus qinicus Yang in Chen, 1998
  - Nipponeurorthus tianmushanus Yang & Gao, 2001
  - Nipponeurorthus tinctipennis Nakahara, 1958
- Sinoneurorthus Liu, H. Aspöck & U. Aspöck, 2012 — Китай (1 вид)
  - Sinoneurorthus yunnanicus Liu, H. Aspöck & U. Aspöck, 2012
- †Rophalis Hagen, 1856 — эоцен Европы[1]
  - †Rophalis relicta Hagen, 1856 — эоцен, балтийский и ровенский янтарь